# Mainuanjärvi
Mainuanjärvi eller Mainuajärvi är en sjö i Finland. Den ligger i kommunen Kajana i landskapet Kajanaland, i den centrala delen av landet, 500 km norr om huvudstaden Helsingfors. Mainuanjärvi ligger 137,6 meter över havet. I omgivningarna runt Mainuanjärvi växer i huvudsak blandskog. Den är 6,8 meter djup. Arean är 2,01 kvadratkilometer och strandlinjen är 14,82 kilometer lång. Sjön  ingår i Uleälvens huvudavrinningsområde. 